# ديرك جانسين
ديرك جانسين (بالهولندية: Dirk Janssen)‏ هو لاعب جمباز هولندي، ولد في 11 يوليو 1881 في خرونينغن في هولندا، وتوفي في 22 نوفمبر 1986.

## وصلات خارجية
- ديرك جانسين على موقع أوليمبيديا (الإنجليزية)